# Jubia
Jubia (llamada oficialmente Nosa Señora dos Desamparados de Xubia) era una parroquia española del municipio de Narón, en la provincia de La Coruña, Galicia.

## Otro nombre
La parroquia también recibía el nombre de Nuestra Señora de los Desamparados de Jubia.-

## Historia
La parroquia fue suprimida en 2010 pasando a ser el barrio de Piñeiros de la localidad de Narón.

## Entidades de población
Entidades de población que formaban parte de la parroquia:
- Agras (As Agras)
- Amenadás (Os Amenadás)
- Ansede
- Cadaval (O Cadaval)
- Cerrallón
  - Cerrallón de Abajo (O Cerrallón de Abaixo)
  - Cerrallón de Arriba (O Cerrallón de Arriba)
- El Feal (O Feal)
- Forcas (As Forcas)
- Freixeiro
- Lagoas (As Lagoas)
- Lugar de Arriba (O Lugar de Arriba)
- Piñeiros
- Ponto (O Ponto)
- Veiga (A Veiga)
- A Chousa
- O Covo
- O Río Seco

## Demografía
| Gráfica de evolución demográfica de Jubia entre 2000 y 2010 |
|                                                             |
| Datos según el nomenclátor publicado por el INE.            |